# Wolfsbach
Wolfsbach è un comune austriaco di 1 960 abitanti nel distretto di Amstetten, in Bassa Austria; ha lo status di comune mercato (Marktgemeinde).